# A jövő orvosa
A jövő orvosa (Dr. Futurity) Philip K. Dick 1960-ban megjelent tudományos-fantasztikus regénye. A Time Pawn című novellából származik, amely a Thrilling Wonder Stories amerikai magazin 1954. év nyári számában jelent meg.

## Történet
|  | Alább a cselekmény részletei következnek! |

Jim Parsonst a 21. század elején egy különös autóbaleset közben egy időgép 2405-be juttatja. Az itt élők nyelve és szokásai idegenek a férfi számára. Ebben a világban amikor valaki meghal, akkor az úgynevezett Lélekkockából egy új embrió indul fejlődésnek, tökéletes egyensúlyt teremtve ezzel. Jim kiváló orvos lévén egy súlyosan sérült fiatal nőnek megmenti az életét, de ezt egy olyan jövőben teszi, ahol a lakosság létszáma fix, a születés szigorúan szabályozott, az orvosi kezelés pedig illegális, az életmentés törvénybe ütközik. Ráadásul nem a fehérek uralják a világot, hanem kevert fajok (feketék és indiánok) leszármazottai, mert a fehéreket kiirtották egy világháborúban. Parsons bajba keveredik, letartóztatják, és a Marsra száműzik, ráadásul még sterilizálni is akarják. Amíg a vörös bolygóra viszik, az űrhajót eltérítik, és Parsons a távoli jövőben visszakerül egy elhagyatott Földre. Ott talál egy jelzőoszlopot, amely utasításokat tartalmaz az űrhajó időutazási vezérlőinek kezeléséhez. Visszatérve egy indián stílusú törzsi szállásra kerül, hol az a feladata, hogy megmentse az irokéz Corithot, akinek egy nyílvessző áll ki a szívéből. A doktor fejlett orvostudománya lehetővé teszi, hogy meggyógyítsa a hibernált férfit, de nem sokkal azután, hogy az újraélesztés és a műtét befejeződik, a nyíl újra megjelenik a testben.
Corithot a múltban, a 16. században gyilkolták meg, akkor, amikor azzal a céllal utazott vissza a múltba, hogy megölje az angol felfedezőt, Sir Francis Drake-et. A küldetés mögött az az elképzelés állt, hogy Drake halála megakadályozta volna az Újvilág európai gyarmatosítását, az amerikai indiánok nagy részének kiirtását, továbbá a rabszolgák Afrikából való deportálását. De valaki megölte Corithot, mielőtt végrehajthatta volna küldetését.
A helyzet megoldása érdekében Parsons Corith rokonaival – őslakónak álcázva magát – visszautazik 1579-be. Miközben megfigyeli a Drake elleni merényletet, rájön, hogy Drake valójában Stenog. Úgy tűnik, hogy a 25. századi kormányhivatalnok is ismeri az időutazás titkát, és átvette Drake helyét azért, hogy Corith küldetése kudarcot valljon. Parsons megpróbálja figyelmeztetni Corithot, de az indián rájön, hogy Parsons egy álcázott fehér ember, és ezért megtámadja. 
|  | Itt a vége a cselekmény részletezésének! |

## Szereplők
- Jim Parsons, orvos
- Al Stenog, kormányhivatalnok, a Forrás igazgatója
- Wade és párja, Icara: lázadók
- Loris, a jövőbeli társadalom Legfelsőbb anyja
- Helmar, Loris testvére
- Corith, indián vezető